# Pizzoar
Pizzoar var ett punkband från Sundsvall i Sverige, som var verksamt mellan 1978 och 1981.
Pizzoar genomförde ett stort antal spelningar i Sundsvall från 1979 och fram till december 1980, mest på Torkhold (Västermalms gymnasieskolas elevkår) och Magasinet (i nuvarande Kulturmagasinet, föregångare till Pipeline). Förutom spelningarna i Sundsvall spelade de även i Göteborg, Östersund och Tallåsen.
En av de mest kända Pizzoarspelningarna var när de agerade som förband till KSMB på Torkhold den 25 oktober 1980. När banden kom ner till Torkhold för att spela blev de inte insläppta, eftersom lokalen redan full med människor. "Vi ska spela här", förklarade de, varpå personen i insläppet svarade att "den har vi hört förut" . Efter en hel del diskussion löste det sig. Pizzoars sista spelning blev på KFUM's Luciavaka i december 1980. Bandet splittrades tidigt under våren 1981, i samband med inspelningen av den andra EP:n.
Sången "Guds barn" från Pizzoars enda EP (1980) är en av fyra punklåtar som blev fällda av Radionämnden efter att ha spelats i radioprogrammet Ny Våg.
Pizzoar återförenades för en spelning på Punksvallfesten i oktober 2003 och spelade då de fyra låtarna från EP:n. Bandet återförenades även på Pipelines 40-årsjubileum i september 2013. "Bojan" hade då ersatt Anders Hammarström på sång, och Göran Astner ersattes av Björn Sundström.

## Medlemmar
- Anders "Fimpen" Hammarström - Sång
- Bo-Göran "Bojan" Andersson - Gitarr
- Rolf Iggström - Bas
- Ulf "Sankan" Sandqvist - Trummor till och med 31 augusti 1979
- Leif Andrée - Trummor från och med 1 september 1979
- Göran "Juppe" Astner - Kompgitarr, första spelning 25 april 1980

### Medlemmar 2013
- Bo-Göran "Bojan" Andersson - Sång och gitarr
- Rolf Iggström - Bas
- Leif Andrée - Trummor
- Björn Sundström - Gitarr

## Efter Pizzoar
Leif Andrée är idag skådespelare, och har medverkat i ett stort antal teater-, film- och TV-produktioner. Anders "Fimpen" Hammarström flyttade till Stockholm och blev gitarrist i bandet President Gas. Ulf "Sankan" Sandqvist åkte senare till New York och spelade med Television-gitarristen Richard Lloyds nya band. Han blev därefter trummis och producent åt Joakim Thåström.

## Diskografi

### 7" EP
- År 3000/Veckopressen/Guds barn/Visa lite känslor.

Inspelad kring årsskiftet 1979–1980 i Studio Proffsljud i Sundsvall.

Producerad av Björn Brånfeldt

Massproduktion MASS Z-05

Pressad i 500 ex.

### Samlings-CD
- "Vägra raggarna benzin vol. 1", Massproduktion MASS CD-75 
(Guds Barn)
- "Punksvall - Samling med alla punkklassikerna från Sundsvall 1979-80", Massproduktion MASS CD-96 
(År 3000, Visa lite känslor, Guds Barn, Veckopressen)